# Diego Trotta
Diego Alberto Trotta (Bahía Blanca, Argentina, 13 de diciembre de 1978) es un exfutbolista argentino, con nacionalidad italiana, que jugaba en la posición de defensa.

## Carrera
Se formó en la cantera del Club Villa Mitre de su localidad natal llegando al primer equipo en 1995. Permaneció en la plantilla tricolor hasta enero de 2002, si bien en el año 1999 fue cedido al At. Mexiquense (Primera división A) que ejercía como filial del Deportivo Toluca mexicano.
Tras abandonar el equipo de Bahía Blanca fichó por el C.At. Huracán Tres Arroyos (Primera B Nacional), para posteriormente fichar en el mercado invernal de la temporada 2002-2003 por U. D. Las Palmas (2ª División).
Su buen rendimiento en el conjunto canario con Josu Uribe en el banquillo le llevó en verano de 2003 a firmar por el recién descendido Deportivo Alavés (2ª División) donde siguió mostrando un gran nivel. Al terminar la temporada el cambio de la dirección deportiva del equipo albiazul le llevó a firmar por el Elche C. F. (2ª División), donde volvió a coincidir con el técnico Josu Uribe y jugó las siguientes 4 temporadas siendo referente en la defensa franjiverde, siendo protagonista también de una agresión a su compañero Alberto Ruiz. Terminada su etapa en el Martínez Valero fichó para disputar su última temporada en España por el Albacete Balompié (2ª División).
Finalizada su etapa en España, regresó a su país natal Argentina para iniciar una trayectoria que le llevó a jugar en C.D. Godoy Cruz (Primera B Nacional), C.At. San Martín de Tucumán (Torneo Federal A), Club Villa Mitre (Torneo Federal A), Club Bella Vista (Torneo Argentino B) y C.At. Independiente de Neuquén (Torneo Federal A), donde se retiró.

## Problemas legales
En abril de 2014, en una filmación registrada por las cámaras de seguridad de la localidad de Bahía Blanca, se observa a Trotta golpeando a su expareja, tras esperarla escondido afuera del lugar donde esta trabaja. Momentos después, dos efectivos de policía del Sistema de Prevención y Vigilancia de arribaron al lugar tras haber sido alertados de los hechos a bordo de un auto patrulla; al ver los oficiales, Trotta cesó su agresión. Tras haber sido detenido y puesto en manos de las autoridades pertinentes del sur de la Provincia de Buenos Aires, Trotta fue puesto en libertad luego de una averiguación de antecedentes. La noticia fue difundida por distintos medios deportivos y de espectáculos nacionales e internacionales, provocando críticas y protestas en diversos sectores de la sociedad. Su club en el momento de los hechos, Club Bella Vista, decidió despedirle. El 29/05/2015 fue condenado a seis meses de prisión por golpear a su esposa, cuando ya afrontaba su etapa final como futbolista en el C.At. Independiente de Neuquén.

## Clubes
| Club                           | País      | Año       |
| ------------------------------ | --------- | --------- |
| Villa Mitre                    | Argentina | 1995-2001 |
| → At. Mexiquense (cedido)      | México    | 1999      |
| Villa Mitre                    | Argentina | 1995-2001 |
| C. A. Huracán Tres Arroyos     |           | 2002      |
| U. D. Las Palmas               | España    | 2002-2003 |
| Deportivo Alavés               | España    | 2003-2004 |
| Elche C. F.                    | España    | 2004-2008 |
| Albacete Balompié              | España    | 2008-2009 |
| C.D. Godoy Cruz                | Argentina | 2009      |
| Sportivo Rivadavia             | Argentina | 2009      |
| San Martín de Tucumán          | Argentina | 2010-2012 |
| Villa Mitre                    | Argentina | 2012-2013 |
| Club Bella Vista               | Argentina | 2013-2014 |
| C. A. Independiente de Neuquén | Argentina | 2014-2015 |